# Villa Il Torrino
Villa Il Torrino si trova nel comune di Scarperia e San Piero (FI), in via delle Oche 62.

## Storia e descrizione
La villa sorge nell'angolo a sud-ovest delle mura di Scarperia, ricostruita su un'antica torre delle mura urbane e restaurata con interventi "in stile" negli anni 1930-40. Il suggestivo parco, ricavato sulla scarpata delle mura, è abbellito da alberi secolari e percorso vialetti ornati con antichi orci, conche e numerose sculture, opera dello scultore Vittorio Collacchioni, attuale proprietario. Alcune ceramiche della scuola del Chini contribuiscono a rendere ancora più suggestivo tutto l'insieme. 
Su un lato del palazzo si estende un giardino all'italiana con una bella vasca con ninfee, circondata da un sedile circolare in pietra. L'interno della torre è arredato con mobili antichi e oggetti di pregio di varie epoche che vanno dal periodo etrusco a quello romano, medioevale, settecentesco, fino al Liberty. Dal piano di ingresso, con salotto e studio, si scende nella cucina e nelle cantine, mentre salendo si trovano alcune camere da letto con caminetto, due bagni in stile ottocentesco, un bagno con vasca romana, caminetto e un mosaico della scuola del Chini, una sala dove sono esposte armature e armi di vari tipi ed epoche, e infine, in alto, al livello della merlatura, una stanza grande quanto tutta la sezione della torre, con una stupenda vista sul paese di Scarperia e sulle vallate del Mugello. Un recente restauro ha cercato di evidenziare i caratteri peculiari del complesso mettendo in evidenza le parti trecentesche.